# Byrathis penicillatus
Byrathis penicillatus is een eenoogkreeftjessoort uit de familie van de Scolecitrichidae. De wetenschappelijke naam van de soort is voor het eerst geldig gepubliceerd in 2011 door Markhaseva & Renz.